# Trash Talkin'
| Recensione | Giudizio |
| ---------- | -------- |
| AllMusic   | [ 1 ]    |

Trash Talkin' è un album discografico del chitarrista blues statunitense Albert Collins, pubblicato dall'etichetta discografica Imperial Records nel settembre del 1969.

## Tracce

### LP
Lato A
1. Harris County Line-Up – 2:20 (Albert Collins)
2. Conversation with Collins – 5:19 (Albert Collins)
3. Jawing – 2:12 (Albert Collins)
4. Grapeland Gossip – 2:50 (Albert Collins)
5. Chatterbox – 2:28 (Stephan Hollister)
6. Trash Talkin' – 4:07 (Gwendolyn Collins)

Lato B
1. Medley – 4:05
2. Lip Service – 3:18 (Albert Collins)
3. Talking Slim Blues – 3:22 (Albert Collins)
4. Back-Yard Back-Talk – 2:51 (Albert Collins)
5. Tongue Lashing – 2:55 (Stephan Hollister)
6. And Then It Started Raining – 2:45 (Jane Leichhardt)

## Musicisti
- Albert Collins - chitarra, voce
- Altri musicisti non accreditati

Note aggiuntive
- Bill Hall - produttore
- Gabor Halmos - art direction
- George Rodriguez - fotografie copertina album originale
- Pete Welding - note retrocopertina album originale[3]